# 田家庄镇
田家庄镇，是中华人民共和国陕西省宝鸡市凤翔区下辖的一个乡镇级行政单位。

## 行政区划
田家庄镇下辖以下地区：
田南村、田北村、田西村、寺头村、申都村、南小里村、北小里村、果园村、大塬村和河北村。